# パスキュラ
パスキュラ(PASKYULA)は朝鮮の新傾向派による文学団体。朝鮮プロレタリア芸術家同盟の母体。

## 概要
1923年、朴英熙と金基鎮を中心にして日本留学組出身の新傾向派と呼ばれる文人達によって設立される。パスキュラという名称は朴英熙の姓の頭文字であるP(朴＝Park)をはじめとして参加者の姓や名から頭文字を取り組み合わせたものである。
パスキュラはプロレタリア文芸運動を組織的に展開するため「人生のための芸術」「現実と闘争する文学」を標榜し創立された。主要活動は文芸講演と作品の朗読会、日本の傾向派作家の招聘講演会開催等である。趣旨の類似した焰群社に比べ活発な活動はなかった。
外部的には焰群社は文化を標榜しパスキュラは文学を標榜したという点で違いがあり、焰群社は社会的参与度が多かったのに比べ、パスキュラは文化的な教養の側面で焰群社より意識的であった。この二つの団体は1925年に合同して朝鮮プロレタリア芸術家同盟(KAPF)となり、パスキュラ出身の文人達はカップで主導的な役割を担った。

## 意義
パスキュラは日本で流行していたプロレタリア文芸運動が自然発生的に朝鮮に移植され傾向派文学を形成するのに重要な役割を担った。本格的な運動に転換するカップ以前に朝鮮のプロレタリア文学運動の開拓者的役割を担った団体と言える。

## 主要人物
- 朴英熙
- 金基鎮
- 金復鎮
- 延鶴年
- 安碩柱
- 金炯元
- 李益相